# 김승환 (기자)
김승환은 대한민국의 MBC 경제부 기자이다.

## 경력
- 1995년 : MBC 공채 기자 입사
- MBC 사회부 기자
- MBC 국제부 기자
- MBC 건강과학부 기자
- MBC 기상캐스터
- MBC 기상전문 기자
- MBC 경제부 기자

## 진행

### 과거 기상캐스터
- MBC 뉴스라인 기상캐스터
- MBC 뉴스센터 기상캐스터
- MBC 뉴스센터 500 기상캐스터
- MBC 뉴스센터 630 기상캐스터
- MBC 저녁뉴스 기상캐스터
- MBC 뉴스데스크 기상캐스터

### 과거 텔레비전 프로그램
- 통일전망대 (MBC TV)